# 蒙塔尼莱朗什
蒙塔尼莱朗什（法語：Montagny-les-Lanches，法語發音：[mɔ̃taɲi le lɑ̃ʃ]）是法国上萨瓦省的一个市镇，属于阿讷西区。

## 地理
蒙塔尼莱朗什（45°51'41"N, 6°2'41"E）面积4.38 平方千米，位于法国奥弗涅-罗讷-阿尔卑斯大区上萨瓦省，该省份为法国东部省份，历史上为薩伏依的一部分，北与瑞士接壤，西接安省，南至萨瓦省，东与瑞士和意大利接壤。
与蒙塔尼莱朗什接壤的市镇（或旧市镇、城区）包括：沙佩里、沙瓦诺、马尔塞拉阿尔巴奈、阿讷西。

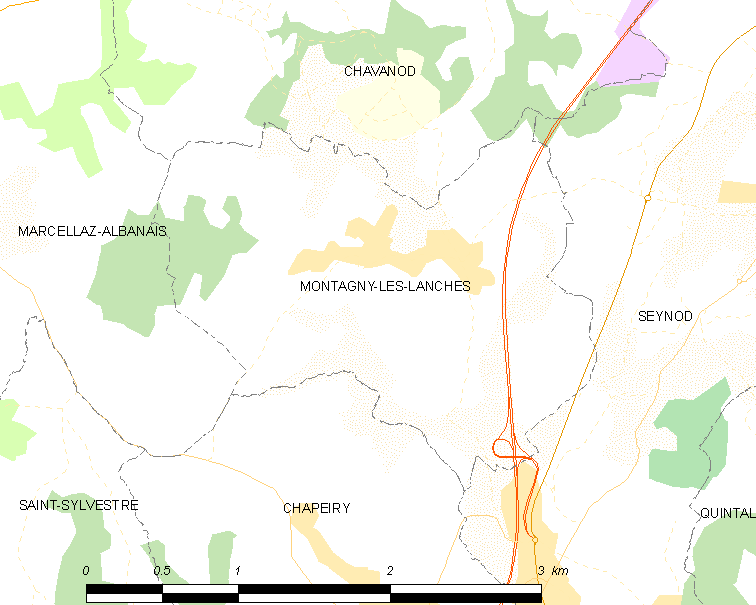
蒙塔尼莱朗什的OSM定位图

蒙塔尼莱朗什的时区为UTC+01:00、UTC+02:00（夏令时）。

## 行政
蒙塔尼莱朗什的邮政编码为74600，INSEE市镇编码为74186。

## 政治
蒙塔尼莱朗什所属的省级选区为阿讷西第四县。

## 人口

1962-2008年间蒙塔尼莱朗什人口变化图示

蒙塔尼莱朗什于2022年1月1日时的人口数量为812人。